# Henriette de Maillé de La Tour-Landry
Henriette de Maillé de la Tour-Landry, más conocida como marquesa de Castries y después, duquesa de Castries (9 de diciembre de 1796-16 de julio de 1861) fue una importante noble y salonière francesa, especialmente conocida por su relación con el escritor Balzac.

## Biografía
Nació como uno de los dos hijos del matrimonio formado por Charles de Maillé de La Tour-Landry (1770-1837), II duque de Maillé, y Henriette Victoire de Fitz-James (1770-1809), hija a su vez de Jacques Charles Fitz-James, V duque de Fitz-James. Henriette tendría un hermano: Armand Roger Claude, marqués de Maillé (- antes de 1837).
El 29 de octubre de 1816 contrajo matrimonio con Edmond Hercule de La Croix (1787-1866), por entonces marqués de Castries (y desde 1842, II duque de Castries). El matrimonio no tendría descendencia.
Hacia 1822 comenzó una relación con el joven diplomático austríaco, Victor de Metternich. Víctor se encontraba destinado en la embajada del Imperio austríaco en París y era el hijo primogénito de Clemens, príncipe de Metternich, canciller del Imperio austríaco y posiblemente el político más importante de la Europa de la Restauración. Fruto de esta relación nació, en 1827, un hijo, Roger, que sería ennoblecido posteriormente con el título de freiherr von Aldenburg (barón de Aldenburg) por el emperador Francisco I de Austria. Henriette se encargaría personalmente de la educación de este hijo.
La relación con Víctor finalizó en 1829, con la muerte de este como consecuencia de la tuberculosis.
La entonces marquesa de Castries tuvo una relación intensa con diversos literatos como Musset, Sainte-Beuve o Balzac.
Hacia la década de 1830 mantuvo una relación amorosa con este último, el escritor Honoré de Balzac. Esta relación llevaría a Balzac a dedicarle la obra L'illustre Gaudissart. Se considera que Henriette de Maillé sirvió de modelo del personaje balsaciano de la duquesa de Langeais.
Posteriormente la relación conocería diversos episodios, que incluso llevaron a la duquesa de Castries a engañar a Balzac para tenderle una trampa.
Claire murió en 1861.